# Giorgos Karagounis
Georgios "Giorgos" Karagounis  (em grego: Γιώργος Καραγκούνης; Pírgos, 6 de março de 1977) é um ex-futebolista grego que atuava como meio-campista. É o recordista de jogos disputados pela Seleção Grega, pela qual venceu a Eurocopa de 2004.

## Carreira

### Clubes
Depois de jogar na base do Ampilonas FC (time da cidade homônima onde passou a juventude) e do Paniliakos, onde foi descoberto pelo técnico argentino Juan Ramón Rocha, que encorajou a família de Karagounis a mandá-lo para a academia de juniores do Panathinaikos.
Se profissionalizou em 1996, mas foi emprestado ao Apollon Smyrnis, onde manteve-se como titular nas 2 temporadas, antes de regressar ao clube de Atenas. Logo em 1998, na sua primeira temporada após o regresso à capital grega, marcou 6 gols em 24 partidas pela Alpha Ethniki. Conquistou maior prestígio internacional em 2000–01, ao participar das 12 jogos do Panathinaikos na Liga dos Campeões da UEFA, tendo inclusive marcado um gol de falta contra o Manchester United, em Old Trafford. Magoado com a perda do título nacional para o Olympiacos, transferiu-se para a Internazionale em 2003, tornando-se o segundo jogador grego a jogar pelos Nerazzurri. Não conseguiu destacar-se na Serie A, mas as suas atuações na Eurocopa garantiram-lhe mais oportunidades e conquistou a Copa da Itália de 2004–05. Depois de não ter conseguido mostrar o melhor de seu futebol, mudou-se para o Benfica, onde jogou 67 partidas e marcou 3 gols em 2 temporadas antes de deixar as Águias para voltar ao Panathinaikos em 2007. Somando as 2 passagens pela equipe, Karagounis disputou 364 partidas e marcou 54 gols, vencendo o Campeonato Grego e a Copa da Grécia de 2009–10.
Em 2012, assinou com o Fulham em uma transferência sem custos, marcando seu único gol pelos Cottagers na Copa da Liga Inglesa, mas não evitou a derrota por 4 a 3 para o Leicester City. Após 47 jogos em 2 temporadas, Karagounis foi dispensado em 2014 juntamente com outros 8 jogadores

## Seleção

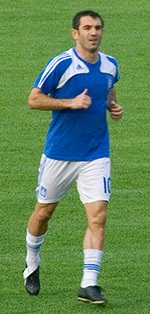
Karagounis durante jogo da Seleção Grega em 2008.

Capitão da Seleção Sub-21 que esteve perto de vencer a Eurocopa da categoria em 1998, o meia estreou pela seleção principal da Grécia frente a El Salvador, em 1999 e participou também das eliminatórias para a Copa de 2002, onde o Navio Pirata não conseguiu a classificação.
Embora tivesse um desempenho abaixo do esperado nas eliminatórias para a Eurocopa de 2004, Karagounis marcou o primeiro gol da competição na vitória sobre Portugal, em uma finalização de longa distância. não jogou a final, na qual os gregos voltaram a vencer Portugal. Pela Seleção Grega, disputou ainda a Copa das Confederações de 2005, as Eurocopas de 2008 e 2012 (onde igualou Theodoros Zagorakis como recordista de jogos pela Grécia) e as Copas do Mundo de 2010 e 2014. A partida contra a Costa Rica foi, além de ter sido a última partida de Karagounis pelo Navio Pirata, o último jogo oficial de Karagounis, que encerrou a carreira aos 37 anos e é o 90º atleta com mais partidas oficiais por uma seleção na história.

## Gols pela Seleção
| #   | Data                    | Local                | Adversário    | Gol marcado | Resultado | Competição                        |
| --- | ----------------------- | -------------------- | ------------- | ----------- | --------- | --------------------------------- |
| 1.  | 5 de setembro de 2001   | Helsinki, Finlândia  | Finlândia     | 5–1         | Derrota   | Eliminatórias da Copa de 2002     |
| 2.  | 13 de fevereiro de 2002 | Tessalônica, Grécia  | Suécia        | 2–2         | Empate    | Amistoso                          |
| 3.  | 12 de junho de 2004     | Porto, Portugal      | Portugal      | 1–2         | Vitória   | Eurocopa de 2004                  |
| 4.  | 30 de março de 2005     | Atenas, Grécia       | Albânia       | 2–0         | Vitória   | Eliminatórias da Copa de 2006     |
| 5.  | 26 de março de 2008     | Düsseldorf, Alemanha | Portugal      | 1–2         | Vitória   | Amistoso                          |
| 6.  | 26 de março de 2008     | Düsseldorf, Alemanha | Portugal      | 1–2         | Vitória   | Amistoso                          |
| 7.  | 12 de outubro de 2010   | Atenas, Grécia       | Israel        | 2–1         | Vitória   | Eliminatórias da Eurocopa de 2012 |
| 8.  | 15 de novembro de 2011  | Altach, Áustria      | Romênia       | 1–3         | Derrota   | Eliminatórias da Eurocopa de 2012 |
| 9.  | 16 de junho de 2012     | Wroclaw, Polônia     | Rússia        | 1–0         | Vitória   | Eurocopa de 2012                  |
| 10. | 15 de outubro de 2013   | Pireu, Grécia        | Liechtenstein | 2–0         | Vitória   | Eliminatórias da Copa de 2014     |

## Títulos
Internazionale
- Copa da Itália: 2004–05

Panathinaikos
- Campeonato Grego: 2009–10
- Copa da Grécia: 2009–10[16]

Seleção Grega
- Eurocopa: 2004[17]